# Luis Lladó Fábregas
Luis Lladó y Fábregas (también conocido como Lluís Lladó) fue un fotógrafo español, nació en Barcelona el 17 de septiembre de 1874 y murió en México el 25 de marzo de 1946.
Fue el fotógrafo oficial de la Escuela Nacional de Arquitectura de Madrid, a partir de 1920. Colaboró con el Patronato Nacional de Turismo y, desde 1934, fue miembro de la Unión General de Trabajadores (UGT) y afiliado a la Agrupación Socialista de Madrid. Contrajo matrimonio con Concepción Hernando Santos.
Durante la Guerra Civil Española desempeñó funciones como organizador y director del archivo y laboratorio fotográfico de los Ministerios de Propaganda y Estado. Asimismo, colaboró con la Junta del Tesoro Artístico y prestó servicios como fotógrafo del Servicio Especial de la Presidencia de la República.
Tras la finalización del conflicto, se exilió en Francia, cruzando la frontera por La Junquera el 4 de febrero de 1939. Residió en París hasta el 24 de mayo del mismo año, fecha en la que embarcó en el buque Sinaia en el puerto de Sète (Hérault), con destino a México, país al que arribó en Veracruz el 13 de junio. En la Ciudad de México se desempeñó como traductor, fotógrafo y docente en el Instituto Luis Vives. Falleció en dicha ciudad el 25 de marzo de 1946.
1. ↑  «Biblioteca Tomás Navarro Tomas. Archivo CCHS-CSIC. Fondo Luis Lladó». biblioteca.cchs.csic.es. Consultado el 8 de agosto de 2025.
2. ↑  «Lladó Fábregas, Luis - Archivo Histórico Digital de la Biblioteca de la UPM». ahdb.upm.es. Consultado el 8 de agosto de 2025.
3. ↑  «Lladó Fábregas, Luis». Fundación Pablo Iglesias. 24 de febrero de 2012. Consultado el 8 de agosto de 2025.
4. ↑  «Persona - Lladó Fábregas, Luis (1872-1946)». PARES. Archivado desde el original el 9 de enero de 2025. Consultado el 8 de agosto de 2025.